# 國際拔河運動總會
國際拔河運動總會（英語：Tug of War International Federation，縮寫：TWIF）是一個國際拔河運動管理組織，總部位於美國威斯康辛州，擁有72個會員協會，也是國際單項運動總會聯合會成員之一。

## 外部連結
- 國際拔河運動總會（页面存档备份，存于）